# V Dwór
V Dwór (Angielski Dwór / Jutrzenka) – zabytkowa posiadłość przy ulicy Polanki 117, w dzisiejszej dzielnicy Gdańska, VII Dworze.

## Historia

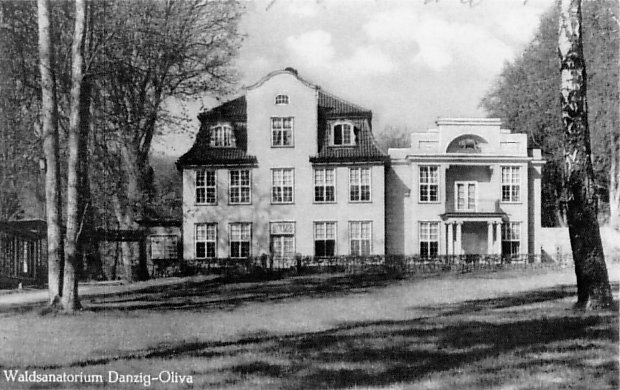
V Dwór, ok. 1900

Powstał, jak wszystkie inne dwory wzdłuż tego traktu, w pierwszej połowie XVII wieku, stanowiąc w 1654 własność Mikołaja Cambiera. Następnie zespół dworski przeszedł na własność Nataniela Rücholdsa, pani de la Motte, Piotra Wastowa, Nataniela Schultza (1714-1740), rodziny Soermann, w 1819 Jana von Franziusa, i Sachsenhausa. W późniejszych latach dwór należał do „Zakładu Ubezpieczeń w Wolnym Mieście Gdańsku”. W latach trzydziestych XX wieku zespół dworski włączono do kompleksu szpitalnego przy ulicy Polanki. Od 1938 mieszkał w dworze prezydent Senatu Wolnego Miasta Gdańska - Artur Greiser. 
Obszar dworski znajduje się na wschodnim skraju Trójmiejskiego Parku Krajobrazowego, na obszarze obecnego 7 Szpitala Marynarki Wojennej. W obrębie zespołu znajdują się dwa zachowane budynki pochodzące z połowy XVIII wieku i początku XIX wieku (wymagały kapitalnego remontu, któremu zostały ostatnio poddane). W ramach przekształceń Szpitala Dziecięcego przewidywana jest m.in. rewitalizacja parku oraz stawów należących do zespołu.
W sąsiedztwie dworu znajdują się Zarząd Parków Krajobrazowych województwa pomorskiego i dom byłego prezydenta R.P. Lecha Wałęsy.
Do dziś przetrwało kilkanaście drzew objętych ochroną jako pomniki przyrody.